# NGC 7766
NGC 7766 (również PGC 72611) – galaktyka soczewkowata (S0), znajdująca się w gwiazdozbiorze Pegaza. Odkrył ją Ralph Copeland 9 października 1872 roku.